# Pieniny
Pieniny jsou krajinný celek na Slovensku a v Polsku, patří do geomorfologické oblasti Východné Beskydy.

## Popis
Území se nachází v severní části slovenské a polské Spiše, nazývané též Zamaguří. Území bylo v minulosti osídleno převážně Poláky a Rusíny, ale i Židy, Němci a Romy.
Pieniny tvoří horský masív bradlového pásma. Na slovenském území se nacházejí jen nižší vrcholy, například Holica (828 m). Nejdominantnější vrcholy se nacházejí na polské straně: Sokolica (747 m) a Tři korunky (polsky: Trzy korony, 982 m). Vrchol Třech korunek se skládá z pěti částí:
- Okrąglica (982 m)
- Płaska Skała (950 m)
- Nad Ogródki (940 m)
- Pańska Skała (Bryłowa) (920 m)
- Niżnia Okrąglica (Ganek, Siodło)

Pieniny se dělí na tři části:
- Spišské Pieniny, mezi dolinou Bielej vody a ohbím Dunajce u Niedziče. Nejvyšší vrch je Branisko (polsky: Żar) – 879 m
- Střední Pieniny (zvané jen Pieniny), od Niedziče po ohbí Dunajca mezi Sromowcami Niżnymi a Szczawnicou (Tři korunky, Holica a Sokolica).
- Malé Pieniny, sahající do doliny Popradu, s nejvyšším vrcholem Vysoké Skalky (1050 m) – nejvyšší hora Pienin.

## Geologická stavba
Ve vápencových částech Haligovských skal vznikly jeskyně Aksamitka, Zbojnická jeskyně, Jezevčí jeskyně, Kozí jeskyně a Medvědí díry. Jeskyně nejsou přístupné veřejnosti.

## Turistika

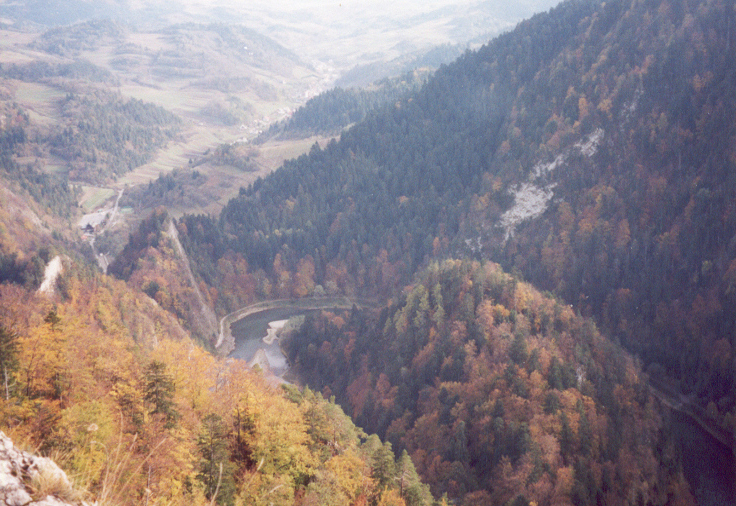
Prielom Dunajca ze Sokolice

Turisticky nejnavštěvovanějšími jsou Tři korunky a Sokolica na polské straně a Prielom Dunajca (národní přírodní rezervace vyhlášená roku 1967 a předtím již v roce 1932, rozloha 360 ha) na slovenské straně. Prielom Dunajca se nachází mezi obcemi Červený Kláštor a Lesnica. Jde o nejhodnotnější území Pienin, s hlubokými kaňony, meandry řeky zařezanými hluboko do skal, nepřístupnými skalními bradly a dalšími útvary. Turisticky atraktivní je i splutí Dunajce na pltích s originální goralskou hudbou.
Turisté mohou rovněž navštívit hrad v Niedziči, který se v současnosti tyčí nad přehradou. Řeka Dunajec v těchto místech tvořila hranici mezi Uhrami a Polskem. Na polské straně naproti hradu Niedziči stojí zřícenina hradu v Czorsztyně. Tyto hrady byly pohraničními pevnostmi.
Pieninský národní park (Pieninský národný park, PIENAP) byl na Slovensku vyhlášen v roce 1967 na ploše 2125 ha, v roce 1997 byl rozšířen na 3750 ha. V Polsku byl vyhlášen Pieninský národní park (PPN) 23. května 1932 na ploše 760 ha, v roce 1955 byl rozšířen na 2231 ha.

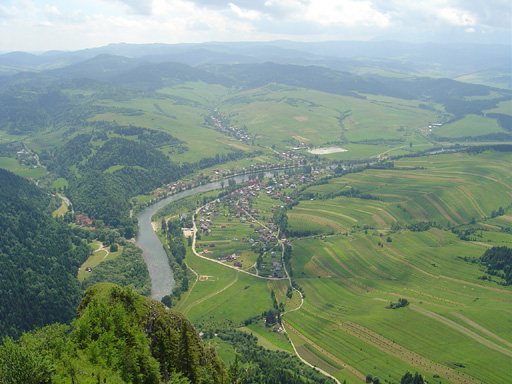
Pohled na Červený kláštor ze Tří Korun

Sídlo Správy PIENAP-u se nalézá v Červeném Klášteře. Sídlo Správy PPN se nachází v Krościenku nad Dunajcem.
Turisté se mohou ubytovat buď v penziónech v Červeném Klášteře, Majerech nebo v polských obcích nebo ve dvou hotelech v jediném městě Zamaguří, ve Spišské Staré Vsi.